# Thrichomys apereoides
Thrichomys apereoides és una espècie de mamífer rosegador de la família de les rates espinoses. Viu a Bolívia, el Brasil i el Paraguai. Es tracta d'un animal crepuscular. El seu hàbitat natural són els biomes xèrics i rocosos de caatinga, cerrado i chaco. Es creu que no hi ha cap amenaça significativa per a la supervivència d'aquesta espècie, tot i que se la caça com a aliment.